# Moskauer Kammertheater

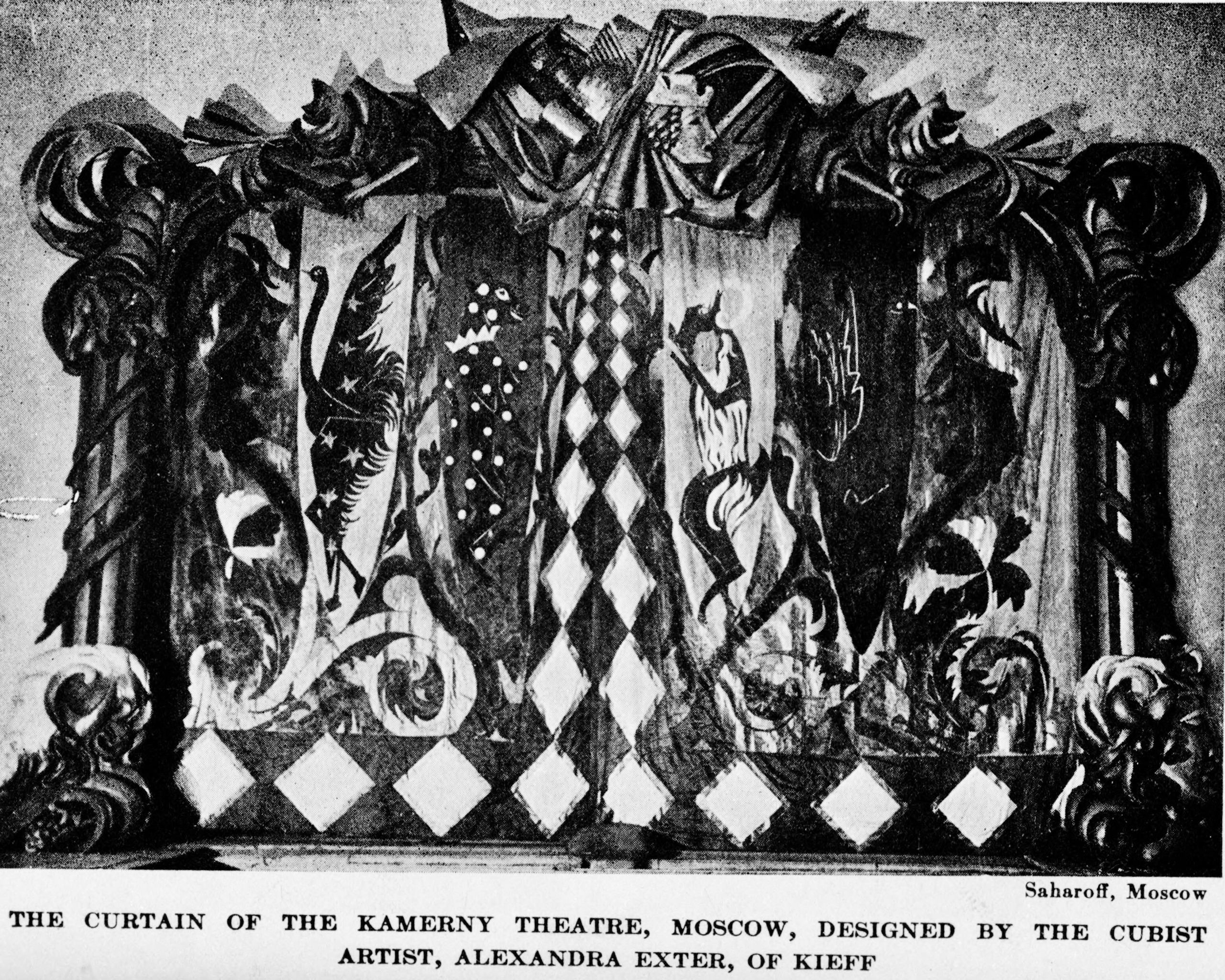
Moskauer Kammertheater:
Vorhang aus dem Jahr 1922

Das Moskauer Kammertheater (russisch Камерный театр Таирова, Kamerny teatr Tairowa)  war ein Theater in Moskau.

## Geschichte
Das Theater wurde 1914 von Alexander Tairow gegründet, fortan geleitet und 1950 im Zuge der Zwei-Lager-Doktrin von der sowjetischen Regierung aufgelöst. Noch 1949 hatte Tairows Ehefrau Alissa Koonen die Titelrolle in Adrienne Lecouvreur nach Scribe übernommen.
Während der dreieinhalb Jahrzehnte seiner Existenz errang und behauptete das kleine, intime Moskauer Theater seinen Platz als eine der treibenden Kräfte in der damaligen russisch-sowjetischen Theaterlandschaft. Zu den herausragenden Inszenierungen zählten Der Schleier der Beatrice (1915) von Schnitzler, Salome (1917) von Oscar Wilde, Prinzessin Brambilla (1920) von E. T. A. Hoffmann, Phèdre (1922) von Racine, Sehnsucht unter Ulmen (1926) von O’Neill, Le Jour et la Nuit (1926) von Charles Lecocq, das satirische Singspiel The Beggar’s Opera (1930) von John Gay und Johann Pepusch, das Revolutionsstück Optimistische Tragödie (1933) von Wsewolod Wischnewski, Ägyptische Nächte (1934) nach Puschkin, Cäsar und Cleopatra (1934) von Shaw, Antonius und Cleopatra (1934) von Shakespeare, Kinder der Sonne (1937) von Gorki, Madame Bovary (1940) nach Flaubert, Die Möwe (1940) von Tschechow, Die schuldlos Schuldigen (1944) von Ostrowski, Ein Inspektor kommt (1945) von Priestley und Der Alte (1946) von Gorki.
Bühnenbildnerisch griff Tairow zumeist auf die beiden Konstruktivisten Alexandra Exter und Konstantin Medunetsky zurück.
Zunächst überstand Tairows Theater die Oktoberrevolution und ihre Folgen, indem es sich unpolitisch gab und in seinen Inszenierungen auf das klassische Repertoire sowohl aus West wie aus Ost zurückgriff. Das ging bis 1928 gut. Darauf fühlte sich Stalin mit Bulgakows Blutroter Insel verspottet und brandmarkte das Haus als echt bürgerliches Theater. Tairow musste seinen Spielplan reformieren. Das tiefsitzende Misstrauen der Sowjetregierung gegen Tairow blieb. Tairow war für die Bolschewiken der letzte Repräsentant des bürgerlichen Ästhetizismus auf dem Boden der Sowjetunion.
Das 1927 gegründete Moskauer Realistische Theater wurde 1937 an Tairows Theater angeschlossen.
Im Zweiten Weltkrieg wurde das Moskauer Kammertheater während der Schlacht um Moskau im Winter auf das Jahr 1942 bombardiert und blieb bis Ende 1943 geschlossen. Mit Paustowski Stück Solange das Herz schlägt wurde der Spielbetrieb während des Krieges fortgesetzt.